# Episodi di Delitti ai Tropici (quinta stagione)
La quinta stagione della serie televisiva Delitti ai Tropici, composta da otto episodi, è stata trasmessa dal 3 maggio al 7 giugno 2024 su France 2.
In Italia è andata in onda su Sky Investigation dal 22 aprile al 13 maggio 2025.
| nº | Titolo originale     | Titolo italiano          | Prima TV Francia | Prima TV Italia |
| -- | -------------------- | ------------------------ | ---------------- | --------------- |
| 1  | Cœur Bouliki         | Vendetta servita fredda  | 3 maggio 2024    | 22 aprile 2025  |
| 2  | La Lézarde           | Man Doucelette           | 3 maggio 2024    | 22 aprile 2025  |
| 3  | Pointe du Bout       | La vanità uccide         | 10 maggio 2024   | 29 aprile 2025  |
| 4  | Morne Gommier        | Riconnettersi alla Terra | 10 maggio 2024   | 29 aprile 2025  |
| 5  | Pointe Simon         | Street Art               | 17 maggio 2024   | 6 maggio 2025   |
| 6  | Pointe des Cerisiers | La tela dell'assassino   | 24 maggio 2024   | 6 maggio 2025   |
| 7  | Cap Macré            | Truffa in famiglia       | 31 maggio 2024   | 13 maggio 2025  |
| 8  | Petite Anse          | Vecchie ferite           | 7 giugno 2024    | 13 maggio 2025  |

## Vendetta servita fredda
- Titolo originale: Cœur Bouliki
- Diretto da:
- Scritto da:

## Man Doucelette
- Titolo originale: La Lézarde
- Diretto da:
- Scritto da:

## La vanità uccide
- Titolo originale: Pointe du Bout
- Diretto da:
- Scritto da:

## Riconnettersi alla Terra
- Titolo originale: Morne Gommier
- Diretto da:
- Scritto da:

## Street Art
- Titolo originale: Pointe Simon
- Diretto da:
- Scritto da:

## La tela dell'assassino
- Titolo originale: Pointe des Cerisiers
- Diretto da:
- Scritto da:

## Truffa in famiglia
- Titolo originale: Cap Macré
- Diretto da:
- Scritto da:

## Vecchie ferite
- Titolo originale: Petite Anse
- Diretto da:
- Scritto da: